# Al-Nassr Football Club 2024-2025
Questa voce raccoglie le informazioni riguardanti l'Al-Nassr Football Club nelle competizioni ufficiali della stagione 2024-2025.

## Stagione
La stagione 2024-2025 è per l'Al-Nassr la 49ª partecipazione alla massima divisione del campionato saudita di calcio.
Per la seconda annata consecutiva l'allenatore è il portoghese Luís Castro. La rosa, già pregna di campioni di livello assoluto, si rinforza ulteriormente con gli arrivi del difensore francese Simakan dal RB Lipsia per 42 milioni di euro (battendo la concorrenza di Liverpool e Newcastle Utd), della giovane promessa carioca Gabriel dal Chelsea per 23 milioni di euro, del portiere classe 1999 Bento dall'Athl. Paranaense (richiesto anche in Europa dall'Inter) e dell'attaccante brasiliano Gassova, prelevato dal Corinthians. Sul fronte uscite, invece, salutano a zero i due portieri Ospina e Abdullah, scade il prestito di Aziz Behich, Telles rescinde il contratto e si accasa al Botafogo, Abdullah Madu viene ceduto all'Al-Ettifaq dopo una militanza lunga 11 anni, Al-Amri viene prestato all'Al-Ittihad e vengono compiute una serie di operazioni di minor caratura.
L'esordio ufficiale è valido per la semifinale di Supercoppa contro l'Al-Taawoun, sul neutro di Abha. Grazie alle reti di Yahya e del fuoriclasse Ronaldo i Guerrieri del Najd passano il turno, accedendo dunque alla finale con l'Al-Hilal. Tre giorni più tardi, l'Al-Nassr viene però liquidato per 4-1 dai biancoblu nonostante l'iniziale vantaggio firmato CR7, dovendo dire addio al titolo.
In campionato la formazione di Riad parte in sordina con un pareggio casalingo per 1-1 contro l'Al-Ra'ed, salvo poi schiantare in trasferta l'Al-Fayha con un pesante 1-4. Dopo un altro pareggio contro l'Al-Ahli, raggiunto solo nei minuti di recupero grazie ad un'autorete, Castro viene esonerato e al suo posto assunto Stefano Pioli, tecnico Campione d'Italia con il Milan nel 2022 appena separatosi dal club meneghino che firma un contratto fino al 2026. L'allenatore italiano debutta nell'incontro esterno della giornata successiva contro l'Al-Ettifaq, trovando la vittoria per 3-0.
In Coppa del Re, il cammino dell'Al-Nassr comincia dai sedicesimi, superati grazie al 2-1 sull'Al-Hazem con i gol di Mané e Boushal, in piena zona Cesarini.
In Champions League asiatica, dacché da quest'anno entra in vigore il nuovo formato, i gialloblù vengono inseriti nel girone dell'Asia Occidentale con altre undici squadre e affrontano otto partite, con avversari a sorteggio. Il primo impegno dei sauditi è in calendario il 16 settembre e si conclude sul pari contro gli iracheni dell'Al-Shorta (1-1).

## Divise e sponsor
| Casa | Trasferta | Terza divisa |

## Rosa
| N. |                           | Ruolo | Calciatore                   |
| -- | ------------------------- | ----- | ---------------------------- |
| 2  | Arabia Saudita (bandiera) | D     | Sultan Al-Ghanam             |
| 3  | Francia (bandiera)        | D     | Mohamed Simakan              |
| 4  | Arabia Saudita (bandiera) | D     | Mohammed Al-Fatil            |
| 6  | Arabia Saudita (bandiera) | C     | Mukhtar Ali                  |
| 7  | Portogallo (bandiera)     | A     | Cristiano Ronaldo (capitano) |
| 8  | Arabia Saudita (bandiera) | C     | Abdulmajeed Al-Sulayhem      |
| 9  | Colombia (bandiera)       | A     | Jhon Durán                   |
| 10 | Senegal (bandiera)        | A     | Sadio Mané (vice capitano)   |
| 11 | Croazia (bandiera)        | C     | Marcelo Brozović             |
| 12 | Arabia Saudita (bandiera) | D     | Nawaf Boushal                |
| 13 | Brasile (bandiera)        | D     | Alex Telles                  |
| 14 | Arabia Saudita (bandiera) | C     | Sami Al-Najei                |
| 16 | Arabia Saudita (bandiera) | A     | Mohammed Maran               |
| 17 | Arabia Saudita (bandiera) | C     | Abdullah Al-Khaibari         |

| N. |                           | Ruolo | Calciatore          |
| -- | ------------------------- | ----- | ------------------- |
| 19 | Arabia Saudita (bandiera) | C     | Ali Al-Hassan       |
| 20 | Brasile (bandiera)        | A     | Ângelo Gabriel      |
| 22 | Arabia Saudita (bandiera) | P     | Ahmed Al-Rehaili    |
| 23 | Arabia Saudita (bandiera) | C     | Ayman Yahya         |
| 24 | Brasile (bandiera)        | P     | Bento               |
| 25 | Portogallo (bandiera)     | C     | Otávio Monteiro     |
| 27 | Spagna (bandiera)         | D     | Aymeric Laporte     |
| 29 | Arabia Saudita (bandiera) | A     | Abdulrahman Ghareeb |
| 50 | Arabia Saudita (bandiera) | D     | Majeed Qasheesh     |
| 60 | Arabia Saudita (bandiera) | A     | Saad Haqawi         |
| 70 | Arabia Saudita (bandiera) | D     | Awad Aman           |
| 78 | Arabia Saudita (bandiera) | D     | Ali Lajami          |
| 80 | Brasile (bandiera)        | A     | Wesley Gassova      |
| 83 | Arabia Saudita (bandiera) | D     | Salem Al-Najdi      |
| 94 | Brasile (bandiera)        | A     | Anderson Talisca    |

## Calciomercato

### Sessione estiva(dal 17/07 al 02/09)[24][25]
| Acquisti         | Acquisti              | Acquisti         | Acquisti                    |
| R.               | Nome                  | da               | Modalità                    |
| ---------------- | --------------------- | ---------------- | --------------------------- |
| P                | Bento                 | Athl. Paranaense | definitivo (18 milioni €)   |
| D                | Mohamed Simakan       | RB Lipsia        | definitivo (42 milioni €)   |
| D                | Salem Al-Najdi        | Al-Fateh         | definitivo (4,35 milioni €) |
| A                | Ângelo Gabriel        | Chelsea          | definitivo (23 milioni €)   |
| A                | Wesley Gassova        | Corinthians      | definitivo (18 milioni €)   |
| Altre operazioni |                       |                  |                             |
| R.               | Nome                  | da               | Modalità                    |
| P                | Abdulaziz Al-Awairdhi | Al-Okhdood       | fine prestito               |
| P                | Amin Bukhari          | Al-Ettifaq       | fine prestito               |
| D                | Ghislain Konan        | Al-Fayha         | fine prestito               |
| D                | Abdullah Madu         | Al-Ettifaq       | fine prestito               |
| D                | Majed Qasheesh        | Al-Hazem         | fine prestito               |
| D                | Yousef Haqawi         | Al-Fayha         | fine prestito               |
| D                | Mansour Al-Shammari   | Al-Jabalain      | fine prestito               |
| D                | Asser Housawi         | Jeddah           | fine prestito               |
| C                | Mukhtar Ali           | Al-Fateh         | fine prestito               |
| A                | Fahad Al Zubaidi      | Al-Orobah        | fine prestito               |

| Cessioni         | Cessioni               | Cessioni       | Cessioni                |
| R.               | Nome                   | a              | Modalità                |
| ---------------- | ---------------------- | -------------- | ----------------------- |
| P                | David Ospina           |                | svincolato              |
| P                | Waleed Abdullah        |                | svincolato              |
| P                | Amin Bukhari           | Damac          | prestito                |
| D                | Alex Telles            |                | risoluzione consensuale |
| D                | Abdullah Madu          | Al-Ettifaq     | definitivo              |
| D                | Mohammed Qassem        |                | svincolato              |
| D                | Abdulelah Al-Amri      | Al-Ittihad     | prestito                |
| D                | Ghislain Konan         |                | svincolato              |
| D                | Aziz Behich            | Melbourne City | fine prestito           |
| C                | Muhammed Sahlouli      | Al-Riyadh      | definitivo (121 mila €) |
| A                | Abdulaziz Al-Aliwa     | Al-Ettifaq     | prestito                |
| A                | Meshari Al-Nemer       | Damac          | prestito                |
| Altre operazioni |                        |                |                         |
| R.               | Nome                   | a              | Modalità                |
| P                | Abdulaziz Al-Awairdhi  | Al-Riyadh      | definitivo              |
| P                | Faris Afandy           | Al-Zulfi       | definitivo              |
| P                | Mohammed Al-Otaibi     | Al-Shabab      | definitivo              |
| D                | Yousef Haqawi          |                | svincolato              |
| D                | Marzouq Tambakti       | Al-Riyadh      | definitivo              |
| D                | Mansour Al-Shammari    | Al-Jubail      | prestito                |
| D                | Asser Housawi          | Al-Jubail      | prestito                |
| D                | Abdulaziz Al-Faraj     | Al-Tai         | prestito                |
| C                | Fahad Al-Taleb         | Al-Najma       | prestito                |
| A                | Fahad Aqeel Al-Zubaidi | Al-Orobah      | prestito                |

### Sessione invernale(dal 01/01/25 al 30/01/25)
| Acquisti         | Acquisti         | Acquisti    | Acquisti                  |
| R.               | Nome             | da          | Modalità                  |
| ---------------- | ---------------- | ----------- | ------------------------- |
| P                | Ahmed Al-Rehaili | Al-Ettifaq  | prestito                  |
| A                | Jhon Durán       | Aston Villa | definitivo (77 milioni €) |
| Altre operazioni |                  |             |                           |
| R.               | Nome             | da          | Modalità                  |
| C                | Seko Fofana      | Al-Ettifaq  | fine prestito             |

| Cessioni         | Cessioni         | Cessioni   | Cessioni                   |
| R.               | Nome             | a          | Modalità                   |
| ---------------- | ---------------- | ---------- | -------------------------- |
| C                | Mukhtar Ali      | Al-Ettifaq | definitivo                 |
| C                | Seko Fofana      | Rennes     | definitivo (20 milioni €)  |
| A                | Anderson Talisca | Fenerbahçe | definitivo (5,2 milioni €) |
| Altre operazioni |                  |            |                            |
| R.               | Nome             | a          | Modalità                   |
| P                | Nawaf Al-Aqidi   | Al-Fateh   | prestito                   |

## Risultati

### Saudi Pro League

#### Girone di andata
| Arbitro: | Al-Turais |

|             |           |                    |
| Ronaldo 34’ | Marcatori | 49’ (rig.) Fouzair |

| Arbitro: | Al-Shamrani |

|            |           |                                               |
| Sakala 86’ | Marcatori | 5’, 90+5’ Talisca 45+10’ Ronaldo 85’ Brozović |

| Arbitro: | Karasëv |

|                         |           |            |
| Al-Hurayji 90+9’ (aut.) | Marcatori | 57’ Kessié |

| Arbitro: | Gözübüyük |

|  |           |                                             |
|  | Marcatori | 33’ (rig.) Ronaldo 56’ Al-Najdi 70’ Talisca |

| Arbitro: | Dankert |

|                               |           |  |
| Ângelo 41’ Ronaldo 56’ (rig.) | Marcatori |  |

| Arbitro: | Falcón Pérez |

|                                  |           |  |
| Ronaldo 17’ (rig.) Mané 29’, 71’ | Marcatori |  |

| Arbitro: | Herrera |

|                      |           |                                  |
| Al-Hassan 90’ (aut.) | Marcatori | 69’ Laporte 90+7’ (rig.) Ronaldo |

| Arbitro: | Kabakov |

|                             |           |                                       |
| Maolida 12’, 28’ Muleka 71’ | Marcatori | 16’ Laporte 24’, 90+5’ (rig.) Talisca |

| Arbitro: | Zwayer |

|            |           |                         |
| Talisca 1’ | Marcatori | 77’ S. Milinković-Savić |

| Arbitro: | Dabanović |

|  |           |          |
|  | Marcatori | 41’ Mané |

| Arbitro: | Ivanov |

|             |           |                             |
| Ronaldo 32’ | Marcatori | 37’ Quiñones 50’ Aubameyang |

| Arbitro: | Bastien |

|                         |           |  |
| Ronaldo 17’ (rig.), 79’ | Marcatori |  |

| Arbitro: | Tello |

|                            |           |             |
| Benzema 55’ Bergwijn 90+1’ | Marcatori | 57’ Ronaldo |

| Arbitro: | Escobar |

|                                  |           |           |
| Mané 29’, 88’ Ronaldo 42’ (rig.) | Marcatori | 6’ Godwin |

| Arbitro: | Roldán |

|                    |           |             |
| S. Al-Nasser 45+5’ | Marcatori | 64’ Laporte |

| Arbitro: | Sidīropoulos |

|                      |           |                                  |
| Fortounīs 80’ (rig.) | Marcatori | 65’, 90+8’ Ronaldo 81’ Al-Ghanam |

| Arbitro: | Treimanis |

|                                            |           |           |
| Saadane 41’ (aut.) Simakan 57’ Ronaldo 87’ | Marcatori | 72’ Batna |

#### Girone di ritorno
| Arbitro: | Rumšas |

|            |           |                         |
| Sayoud 76’ | Marcatori | 35’ Ronaldo 47’ Boushal |

| Arbitro: | Dabanović |

|                            |           |  |
| Durán 22’, 72’ Ronaldo 74’ | Marcatori |  |

| Arbitro: | Ramos Palazuelos |

|                          |           |                          |
| Toney 78’ Al-Nabit 90+8’ | Marcatori | 32’, 88’ Durán 80’ Yahya |

| Arbitro: | Levnikov |

|                        |           |                                        |
| Yahya 47’ Al-Fatil 65’ | Marcatori | 55’, 89’ Wijnaldum 82’ (aut.) Al-Fatil |

| Arbitro: | Osmers |

|  |           |                                |
|  | Marcatori | 48’ Ronaldo 90+10’ (rig.) Mané |

| Arbitro: | Ramírez |

|                                   |           |             |
| Al Soma 40’ J. B. Guðmundsson 65’ | Marcatori | 51’ Boushal |

| Arbitro: | Tello |

|                           |           |                                      |
| Yahya 45+2’ Ronaldo 45+7’ | Marcatori | 44’ (rig.) Hamdallah 67’ Al-Shwirekh |

| Arbitro: | Al-Balawi |

|                               |           |                   |
| Ronaldo 4’ Mané 26’ Durán 41’ | Marcatori | 72’ (aut.) Lajami |

| Arbitro: | Kabakov |

|                |           |                                         |
| Al-Bulaihi 62’ | Marcatori | 45+4’ Al-Hassan 47’, 88’ (rig.) Ronaldo |

| Arbitro: | Lambrechts |

|                  |           |                |
| Ronaldo 56’, 64’ | Marcatori | 45+2’ Selemani |

| Arbitro: | Marciniak |

|                             |           |          |
| Al-Ammar 35’ Aubameyang 87’ | Marcatori | 84’ Mané |

| Arbitro: | Bognár |

|                          |           |                                           |
| Solan 18’ N. Stanciu 73’ | Marcatori | 25’ Laporte 70’ Al-Hassan 90+4’ Al-Ghanam |

| Arbitro: | Makkelie |

|                   |           |                                   |
| Mané 3’ Yahya 37’ | Marcatori | 49’ Benzema 52’ Kanté 90+4’ Aouar |

| Arbitro: | Sidīropoulos |

|  |           |                                                                                           |
|  | Marcatori | 16’ Yahya 20’, 52’ Durán 27’ Brozović 45+6’ (rig.), 59’, 64’, 74’ Mané 90+4’ (rig.) Maran |

| Arbitro: | Klein |

|            |           |                 |
| Otávio 51’ | Marcatori | 70’ R. Martínez |

| Arbitro: | Siebert |

|                                |           |  |
| Durán 75’ Ronaldo 90+7’ (rig.) | Marcatori |  |

| Arbitro: | Marciniak |

|                                      |           |                      |
| Vargas 45+4’ Batna 81’ Machado 90+6’ | Marcatori | 42’ Ronaldo 75’ Mané |

### Coppa del Re
| Arbitro: | Siebert |

|               |           |                          |
| Alsayyali 62’ | Marcatori | 45+6’ Mané 90+2’ Boushal |

| Arbitro: | Obrenović |

|  |           |                 |
|  | Marcatori | 71’ W. Al-Ahmed |

### AFC Champions League Elite

#### Fase a campionato
| Arbitro: | Al-Ali |

|            |           |               |
| Yaseen 24’ | Marcatori | 14’ Al-Ghanam |

| Arbitro: | Evans |

|                        |           |           |
| Mané 45+1’ Ronaldo 76’ | Marcatori | 87’ Róger |

| Arbitro: | Makhadmeh |

|  |           |             |
|  | Marcatori | 81’ Laporte |

| Arbitro: | Ma Ning |

|                                                              |           |                  |
| Talisca 5’, 90+4’ Ronaldo 31’ Cardoso 37’ (aut.) Gassova 81’ | Marcatori | 56’ (aut.) Bento |

| Arbitro: | Evans |

|            |           |                             |
| Joselu 75’ | Marcatori | 46’, 64’ Ronaldo 58’ Ângelo |

| Arbitro: | Araki |

|                  |           |                             |
| Saïss 80’ (aut.) | Marcatori | 53’ Afif 90+9’ (rig.) Ounas |

| Arbitro: | Al-Kaf |

|                                                    |           |  |
| Al-Hassan 25’ Ronaldo 44’ (rig.), 78’ Al-Fatil 88’ | Marcatori |  |

| Teheran 17 febbraio 2025, ore 19:30 UTC+3:30 Ottava giornata - Girone Ovest | Persepolis | 0 – 0 referto | Al-Nassr | Azadi (70 350 spett.)\| Arbitro: \| Lutfullin \| |
| Arbitro:                                                                    | Lutfullin  |               |          |                                                  |

#### Fase a eliminazione diretta
| Teheran 3 marzo 2025, ore 19:30 UTC+3:30 Ottavi di finale - Andata | Esteghlal | 0 – 0 referto | Al-Nassr | Azadi (75 130 spett.)\| Arbitro: \| Al-Kaf \| |
| Arbitro:                                                           | Al-Kaf    |               |          |                                               |

| Arbitro: | Tantashev |

|                                  |           |  |
| Durán 9’, 84’ Ronaldo 27’ (rig.) | Marcatori |  |

| Arbitro: | Al-Naqbi |

|              |           |                                     |
| Watanabe 53’ | Marcatori | 27’, 49’ Durán 31’ Mané 38’ Ronaldo |

| Arbitro: | Faghani |

|                    |           |                              |
| Mané 28’ Yahya 87’ | Marcatori | 10’ Itō 41’ Ozeki 76’ Ienaga |

### Supercoppa saudita
| Arbitro: | Massa |

|  |           |                      |
|  | Marcatori | 8’ Yahya 57’ Ronaldo |

| Arbitro: | Soares Dias |

|             |           |                                                      |
| Ronaldo 44’ | Marcatori | 55’ S. Milinković-Savić 63’, 69’ Mitrović 72’ Malcom |

## Statistiche
Statistiche aggiornate al 26 maggio 2025.
| Competizione               | Punti | In casa | In casa | In casa | In casa | In casa | In casa | In trasferta | In trasferta | In trasferta | In trasferta | In trasferta | In trasferta | Totale | Totale | Totale | Totale | Totale | Totale | DR  |
| Competizione               | Punti | G       | V       | N       | P       | Gf      | Gs      | G            | V            | N            | P            | Gf           | Gs           | G      | V      | N      | P      | Gf     | Gs     | DR  |
| -------------------------- | ----- | ------- | ------- | ------- | ------- | ------- | ------- | ------------ | ------------ | ------------ | ------------ | ------------ | ------------ | ------ | ------ | ------ | ------ | ------ | ------ | --- |
| Saudi Pro League           | 70    | 17      | 9       | 5       | 3       | 34      | 18      | 17           | 12           | 2            | 3            | 46           | 20           | 34     | 21     | 7      | 6      | 80     | 38     | +42 |
| Coppa del Re               | -     | 1       | 0       | 0       | 1       | 0       | 1       | 1            | 1            | 0            | 0            | 2            | 1            | 2      | 1      | 0      | 1      | 2      | 2      | 0   |
| AFC Champions League Elite | 16    | 6       | 4       | 0       | 2       | 17      | 7       | 6            | 3            | 3            | 0            | 9            | 3            | 12     | 7      | 3      | 2      | 26     | 10     | +16 |
| Supercoppa saudita         | -     | 0       | 0       | 0       | 0       | 0       | 0       | 0            | 0            | 0            | 0            | 0            | 0            | 2      | 1      | 0      | 1      | 3      | 4      | -1  |
| Totale                     | -     | 24      | 13      | 5       | 6       | 51      | 26      | 24           | 16           | 5            | 3            | 57           | 24           | 50     | 30     | 10     | 10     | 111    | 54     | +57 |

### Andamento in campionato
| Giornata  | 1  | 2 | 3 | 4 | 5 | 6 | 7 | 8 | 9 | 10 | 11 | 12 | 13 | 14 | 15 | 16 | 17 | 18 | 19 | 20 | 21 | 22 | 23 | 24 | 25 | 26 | 27 | 28 | 29 | 30 | 31 | 32 | 33 | 34 |
| --------- | -- | - | - | - | - | - | - | - | - | -- | -- | -- | -- | -- | -- | -- | -- | -- | -- | -- | -- | -- | -- | -- | -- | -- | -- | -- | -- | -- | -- | -- | -- | -- |
| Luogo     | C  | T | C | T | C | C | T | T | C | T  | C  | C  | T  | C  | T  | T  | C  | T  | C  | T  | C  | T  | T  | C  | C  | T  | C  | T  | T  | C  | T  | C  | C  | T  |
| Risultato | N  | V | N | V | V | V | V | N | N | V  | P  | V  | P  | V  | N  | V  | V  | V  | V  | V  | P  | V  | V  | N  | V  | V  | V  | P  | V  | P  | V  | N  | V  | P  |
| Posizione | 10 | 5 | 7 | 5 | 4 | 3 | 3 | 3 | 3 | 3  | 3  | 3  | 4  | 3  | 4  | 3  | 4  | 3  | 3  | 3  | 4  | 3  | 3  | 3  | 3  | 3  | 2  | 3  | 2  | 3  | 3  | 3  | 3  | 3  |

Fonte: (IT) Classifica giornata, su transfermarkt.it. URL consultato il 19 agosto 2025.
Legenda:

Luogo: C = Casa; T = Trasferta. Risultato: V = Vittoria; N = Pareggio; P = Sconfitta.

### Statistiche dei giocatori
Sono in corsivo i calciatori che hanno lasciato la squadra a stagione in corso.
| Giocatore      | Saudi Pro League | Saudi Pro League | Saudi Pro League | Saudi Pro League | Coppa del Re | Coppa del Re | Coppa del Re | Coppa del Re | AFC Champions League Elite | AFC Champions League Elite | AFC Champions League Elite | AFC Champions League Elite | Supercoppa saudita | Supercoppa saudita | Supercoppa saudita | Supercoppa saudita | Totale   | Totale | Totale      | Totale     |
| Giocatore      | Presenze         | Reti             | Ammonizioni      | Espulsioni       | Presenze     | Reti         | Ammonizioni  | Espulsioni   | Presenze                   | Reti                       | Ammonizioni                | Espulsioni                 | Presenze           | Reti               | Ammonizioni        | Espulsioni         | Presenze | Reti   | Ammonizioni | Espulsioni |
| -------------- | ---------------- | ---------------- | ---------------- | ---------------- | ------------ | ------------ | ------------ | ------------ | -------------------------- | -------------------------- | -------------------------- | -------------------------- | ------------------ | ------------------ | ------------------ | ------------------ | -------- | ------ | ----------- | ---------- |
| M. Al-Fatil    | 17               | 1                | 1                | 1                | 1            | 0            | 0            | 0            | 8                          | 1                          | 1                          | 0                          | 1                  | 0                  | 0                  | 0                  | 27       | 2      | 2           | 1          |
| S. Al-Ghanam   | 27               | 2                | 6                | 0                | 2            | 0            | 0            | 0            | 9                          | 1                          | 0                          | 0                          | 2                  | 0                  | 1                  | 0                  | 40       | 3      | 7           | 0          |
| A. Al-Hassan   | 22               | 2                | 4                | 0                | 1            | 0            | 0            | 0            | 8                          | 1                          | 0                          | 0                          | 0                  | 0                  | 0                  | 0                  | 31       | 3      | 4           | 0          |
| A. Al-Khaibari | 22               | 0                | 4                | 0                | 1            | 0            | 0            | 0            | 7                          | 0                          | 0                          | 0                          | 2                  | 0                  | 0                  | 0                  | 32       | 0      | 4           | 0          |
| M. Ali         | 5                | 0                | 1                | 0                | 1            | 0            | 0            | 0            | 3                          | 0                          | 0                          | 0                          | 2                  | 0                  | 0                  | 0                  | 11       | 0      | 1           | 0          |
| A. Aman        | 1                | 0                | 0                | 0                | 0            | 0            | 0            | 0            | 0                          | 0                          | 0                          | 0                          | 0                  | 0                  | 0                  | 0                  | 1        | 0      | 0           | 0          |
| S. Al-Najdi    | 25               | 1                | 5                | 0                | 2            | 0            | 0            | 0            | 10                         | 0                          | 3                          | 0                          | 0                  | 0                  | 0                  | 0                  | 37       | 1      | 8           | 0          |
| S. Al-Najei    | 1                | 0                | 0                | 0                | 0            | 0            | 0            | 0            | 0                          | 0                          | 0                          | 0                          | 1                  | 0                  | 0                  | 0                  | 2        | 0      | 0           | 0          |
| A. Al-Sulayhem | 13               | 0                | 3                | 0                | 0            | 0            | 0            | 0            | 3                          | 0                          | 1                          | 0                          | 0                  | 0                  | 0                  | 0                  | 16       | 0      | 4           | 0          |
| M. Bento       | 34               | -38              | 2                | 0                | 2            | -2           | 0            | 0            | 11                         | -10                        | 0                          | 0                          | 2                  | -4                 | 0                  | 0                  | 49       | -54    | 2           | 0          |
| N. Boushal     | 30               | 2                | 7                | 1                | 2            | 1            | 0            | 0            | 12                         | 0                          | 1                          | 0                          | 0                  | 0                  | 0                  | 0                  | 44       | 3      | 8           | 1          |
| M. Brozović    | 28               | 2                | 12               | 0                | 1            | 0            | 0            | 0            | 11                         | 0                          | 0                          | 0                          | 1                  | 0                  | 0                  | 1                  | 41       | 2      | 12          | 1          |
| J. Durán       | 13               | 8                | 4                | 1                | 0            | 0            | 0            | 0            | 5                          | 4                          | 0                          | 0                          | 0                  | 0                  | 0                  | 0                  | 18       | 12     | 4           | 1          |
| Â. Gabriel     | 25               | 1                | 2                | 0                | 2            | 0            | 0            | 0            | 11                         | 1                          | 0                          | 0                          | 0                  | 0                  | 0                  | 0                  | 38       | 2      | 2           | 0          |
| W. Gassova     | 10               | 0                | 1                | 0                | 2            | 0            | 0            | 0            | 10                         | 1                          | 0                          | 0                          | 0                  | 0                  | 0                  | 0                  | 22       | 1      | 1           | 0          |
| A. Ghareeb     | 18               | 0                | 0                | 0                | 2            | 0            | 0            | 0            | 7                          | 0                          | 0                          | 0                          | 2                  | 0                  | 0                  | 0                  | 29       | 0      | 0           | 0          |
| S. Haqawi      | 5                | 0                | 1                | 0                | 0            | 0            | 0            | 0            | 0                          | 0                          | 0                          | 0                          | 0                  | 0                  | 0                  | 0                  | 5        | 0      | 1           | 0          |
| A. Lajami      | 25               | 0                | 3                | 0                | 0            | 0            | 0            | 0            | 8                          | 0                          | 2                          | 0                          | 2                  | 0                  | 1                  | 0                  | 35       | 0      | 6           | 0          |
| A. Laporte     | 20               | 4                | 2                | 0                | 2            | 0            | 0            | 0            | 6                          | 1                          | 0                          | 0                          | 2                  | 0                  | 0                  | 0                  | 30       | 5      | 2           | 0          |
| S. Mané        | 32               | 14               | 4                | 0                | 2            | 1            | 1            | 0            | 11                         | 3                          | 0                          | 0                          | 2                  | 0                  | 0                  | 0                  | 47       | 18     | 5           | 0          |
| M. Maran       | 10               | 1                | 2                | 0                | 2            | 0            | 0            | 0            | 2                          | 0                          | 0                          | 0                          | 1                  | 0                  | 0                  | 0                  | 15       | 1      | 2           | 0          |
| M. Otávio      | 28               | 1                | 3                | 0                | 2            | 0            | 0            | 0            | 8                          | 0                          | 1                          | 0                          | 2                  | 0                  | 1                  | 0                  | 40       | 1      | 5           | 0          |
| M. Qasheesh    | 9                | 0                | 1                | 0                | 0            | 0            | 0            | 0            | 2                          | 0                          | 0                          | 0                          | 0                  | 0                  | 0                  | 0                  | 11       | 0      | 1           | 0          |
| C. Ronaldo     | 30               | 25               | 2                | 0                | 1            | 0            | 0            | 0            | 8                          | 8                          | 0                          | 0                          | 2                  | 2                  | 0                  | 0                  | 41       | 35     | 2           | 0          |
| M. Simakan     | 26               | 1                | 3                | 2                | 2            | 0            | 0            | 0            | 11                         | 0                          | 1                          | 0                          | 0                  | 0                  | 0                  | 0                  | 39       | 1      | 4           | 2          |
| A. Talisca     | 10               | 6                | 1                | 0                | 2            | 0            | 0            | 0            | 5                          | 2                          | 0                          | 0                          | 2                  | 0                  | 0                  | 0                  | 19       | 8      | 1           | 0          |
| A. Telles      | 2                | 0                | 0                | 0                | 0            | 0            | 0            | 0            | 0                          | 0                          | 0                          | 0                          | 2                  | 0                  | 0                  | 0                  | 4        | 0      | 0           | 0          |
| A. Yahya       | 22               | 5                | 2                | 0                | 0            | 0            | 0            | 0            | 6                          | 1                          | 0                          | 0                          | 2                  | 1                  | 0                  | 0                  | 30       | 7      | 2           | 0          |